# 尤西·马尔卡宁
尤西·马尔卡宁（芬蘭語：Jussi Markkanen，1975年5月8日—），芬兰男子冰球运动员，场上位置是守门员。他曾入选2002年冬季奥林匹克运动会芬兰男子冰球队阵容，但并未上场参赛。